# Saronski otoci
Saronski otoci (grčki:Σαρωνικά Νησιά, Saronikà Nisià ) su otočje u zapadnom dijelu Egejskog mora, blizu obale grčkog kopna (Atika, Peloponez). Ovi otoci pripadaju Grčkoj odnosno prefekturi Pirej koja pripada Periferiji Atika.
Ovo otočje ima svega 6 značajnijih otoka i to su:
- Salamina
- Egina
- Poros
- Hidra
- Speces
- Angistri
- Dokos

## Podrijetlo imena
Riječ "Saronska" je nastala od Saronskog zaljeva, koji razdvaja Atiku i Peloponez s južne strane i koji je zaljev grada Atene. Međutim, Hidra i Speces se ne nalaze u zaljevu, već su u njegovoj blizini.

## Vanjske poveznice
|  | Zajednički poslužitelj ima još gradiva o temi Saronski otoci |